# Tracy Camilla Johns
Tracy Camilla Johns (Queens, Nueva York, 12 de abril de 1963) es una actriz de cine y televisión estadounidense, reconocida principalmente por haber interpretado el papel de Nola Darling en la película debut de Spike Lee de 1986 She's Gotta Have It. Apareció además en las películas Mo' Better Blues, New Jack City y Red Hook Summer y en el comercial de Nike Air Jordan con Lee y el baloncestista Michael Jordan. Más recientemente realizó un cameo en la serie de televisión de Netflix She's Gotta Have It, basada en la película del mismo nombre.

## Filmografía

### Cine y televisión
- 2017 : She's Gotta Have It
- 2012 : Red Hook Summer – como Darling
- 1991 : New Jack City – como Uniqua
- 1990 : Mo' Better Blues
- 1989 : Snoops – como Yolanda (4 episodios)
- 1987 : Family Ties – como Dana (1 episodio)
- 1986 : She's Gotta Have It – como Nola Darling